# Israël op het Eurovisiesongfestival 1975
Israël deed mee aan het Eurovisiesongfestival 1975 in Stockholm, Zweden. De Israëlische kandidaat werd voor de derde keer achter elkaar intern gekozen. IBA was verantwoordelijk voor de Israëlische bijdrage voor de editie van 1975.

## Selectieprocedure
Voor het derde jaar op rij werd er gekozen om de kandidaat en het lied intern aan te duiden. IBA, de Israëlische nationale omroep, koos ervoor om Shlomo Artzi te kiezen met het lied At Va'Ani.

## In Stockholm
In Stockholm trad Israël op als 12de net na België en voor Turkije. Op het einde van de puntentelling bleek dat het als 11de was geëindigd met 40 punten.

### Gekregen punten

#### Finale
| 12 punten   | 10 punten   | 8 punten  | 7 punten               | 6 punten                                                                     |
| ----------- | ----------- | --------- | ---------------------- | ---------------------------------------------------------------------------- |
|             | - Nederland |           |                        | - Turkije - Zweden                                                           |
| 5 punten    | 4 punten    | 3 punten  | 2 punten               | 1 punt                                                                       |
| - Noorwegen |             | - Finland | - Italië - Zwitserland | - België - Duitsland - Frankrijk - Ierland - Luxemburg - Verenigd Koninkrijk |

### Punten gegeven door Israël

#### Finale
Punten gegeven in de finale:
| 12 punten | Nederland           |
| 10 punten | Verenigd Koninkrijk |
| 8 punten  | Finland             |
| 7 punten  | Frankrijk           |
| 6 punten  | Luxemburg           |
| 5 punten  | Italië              |
| 4 punten  | Spanje              |
| 3 punten  | Zweden              |
| 2 punten  | Monaco              |
| 1 punt    | Malta               |

1973 · 1974 · 1975 · 1976 · 1977 · 1978 · 1979 · 1980 · 1981 · 1982 · 1983 · 1984 · 1985 · 1986 · 1987 · 1988 · 1989 · 1990 · 1991 · 1992 · 1993 · 1994 · 1995 · 1996-1997 · 1998 · 1999 · 2000 · 2001 · 2002 · 2003 · 2004 · 2005 · 2006 · 2007 · 2008 · 2009 · 2010 · 2011 · 2012 · 2013 · 2014 · 2015 · 2016 · 2017 · 2018 · 2019 · 2020 · 2021 · 2022 · 2023 · 2024 · 2025